# TX Геркулеса
TX Геркуле́са (лат. TX Herculis, HD 156965) — кратная звезда в созвездии Геркулеса на расстоянии приблизительно 559 световых лет (около 171 парсек) от Солнца. Видимая звёздная величина звезды — от +9,31m до +8,54m. Возраст звезды определён как около 500 млн лет.
Пара первого и второго компонентов — двойная затменная переменная звезда типа Алголя (EA). Орбитальный период — около 2,0598 суток.
Открыта Эрнстом Циннером в 1912 году*.

## Характеристики
Первый компонент — белая Am-звезда* спектрального класса A5, или A5V, или kA5mA8/F0, или A5mA9, или A5-A9. Масса — около 1,61 солнечной, радиус — около 2,259 солнечного, светимость — около 9,44 солнечной. Эффективная температура — около 8180 K*.
Второй компонент — жёлто-белая звезда спектрального класса F0, или F0V, или F2V. Масса — около 1,44 солнечной, радиус — около 1,428 солнечного, светимость — около 6,56 солнечной. Эффективная температура — около 6678 K.
Третий компонент — коричневый карлик. Масса — около 45,97 юпитерианской. Удалён в среднем на 1,838 а.е..
Четвёртый компонент — красный карлик спектрального класса M. Орбитальный период — около 48,92 года*.

## Исследования
TX Геркулеса — одна из 73 обнаруженных к настоящему времени затменно-двойных звёзд. Большинство исследователей отмечает световые эффекты, которые, предположительно,  вызваны другим астрономическим телом, заставляющим двойную систему периодически приближаться или удаляться от Солнца. 
Профессор Берахитдин Албайрак (англ. Prof. Dr. Berahitdin Albayrak) из Университета Анкары считает, исходя из предварительного анализа современных диаграмм и параметров световой орбиты звёздных систем (TX Геркулеса и AR Возничего), что изменения орбитальных периодов этих двойных звёзд сопровождаются световым эффектом, вызванным присутствием невидимых спутников.